# Guerrero (Chihuahua)
Guerrero è una municipalità dello stato di Chihuahua, nel Messico settentrionale, il cui capoluogo è la località di Vicente Guerrero.
Conta 39.626 abitanti (2010) e ha una estensione di 5718,74 km².  		
Il paese deve il suo nome al generale Vicente Guerrero, eroe della guerra d'indipendenza del Messico e presidente della Repubblica.
Il 29 marzo 1916 a Vicente Guerrero si combatté l'omonima battaglia tra i ribelli di Pancho Villa e le forze statunitensi  del colonnello George A. Dodd, all'inizio della Spedizione punitiva in Messico.